# 潮騒 (小説)

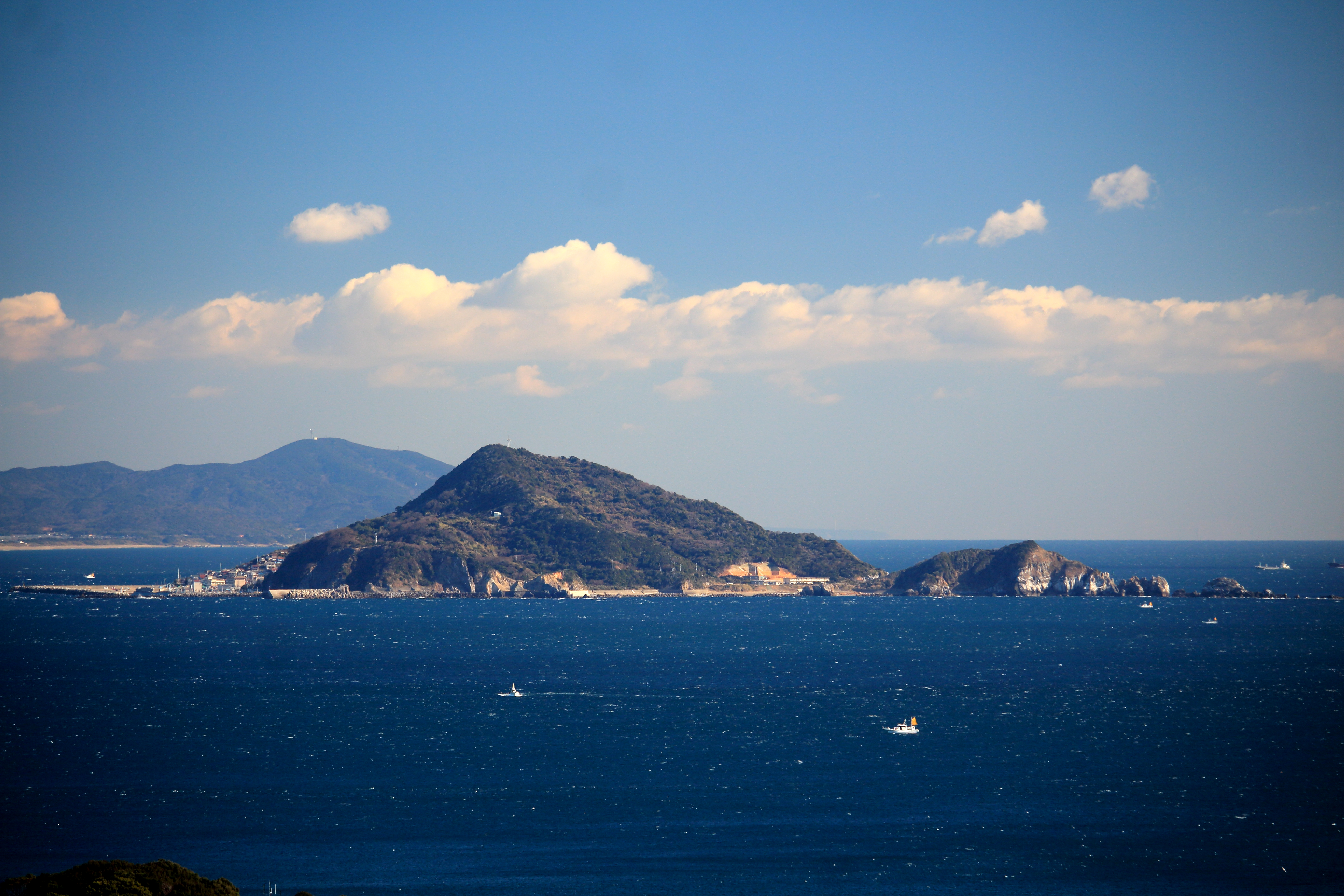
答志島から望む神島

『潮騒』（しおさい）は、三島由紀夫の10作目の長編小説。中編小説とみなされることもある。
三島の代表作の一つで、何度も映画化されるなど一般的にも人気の高い作品である。三重県鳥羽市に属する歌島（現在の神島の古名）を舞台に、若く純朴な恋人同士の漁夫と海女が、いくつもの障害や困難を乗り越え、純愛が成就するまでを描いた物語。古代ギリシアの散文作品『ダフニスとクロエ』に着想を得て書かれた作品である。
1954年（昭和29年）6月10日に書き下ろしで新潮社より刊行された。ベストセラーとなり、第1回（1954年度）新潮社文学賞を受賞した。刊行後すぐに複数の映画会社が映画化をめぐり争奪戦となり、アメリカでも翻訳出版されベストセラーとなった。文庫版は翌1955年（昭和30年）12月25日に新潮文庫より刊行された。翻訳版はメレディス・ウェザビー訳（英題：The Sound of Waves）をはじめ、世界各国多数で行われている。

## 成立・背景
※三島由紀夫自身の発言や著作からの引用部は〈　〉としている（解説文献の研究者の発言などの引用部との区別のため）。

### 作品舞台

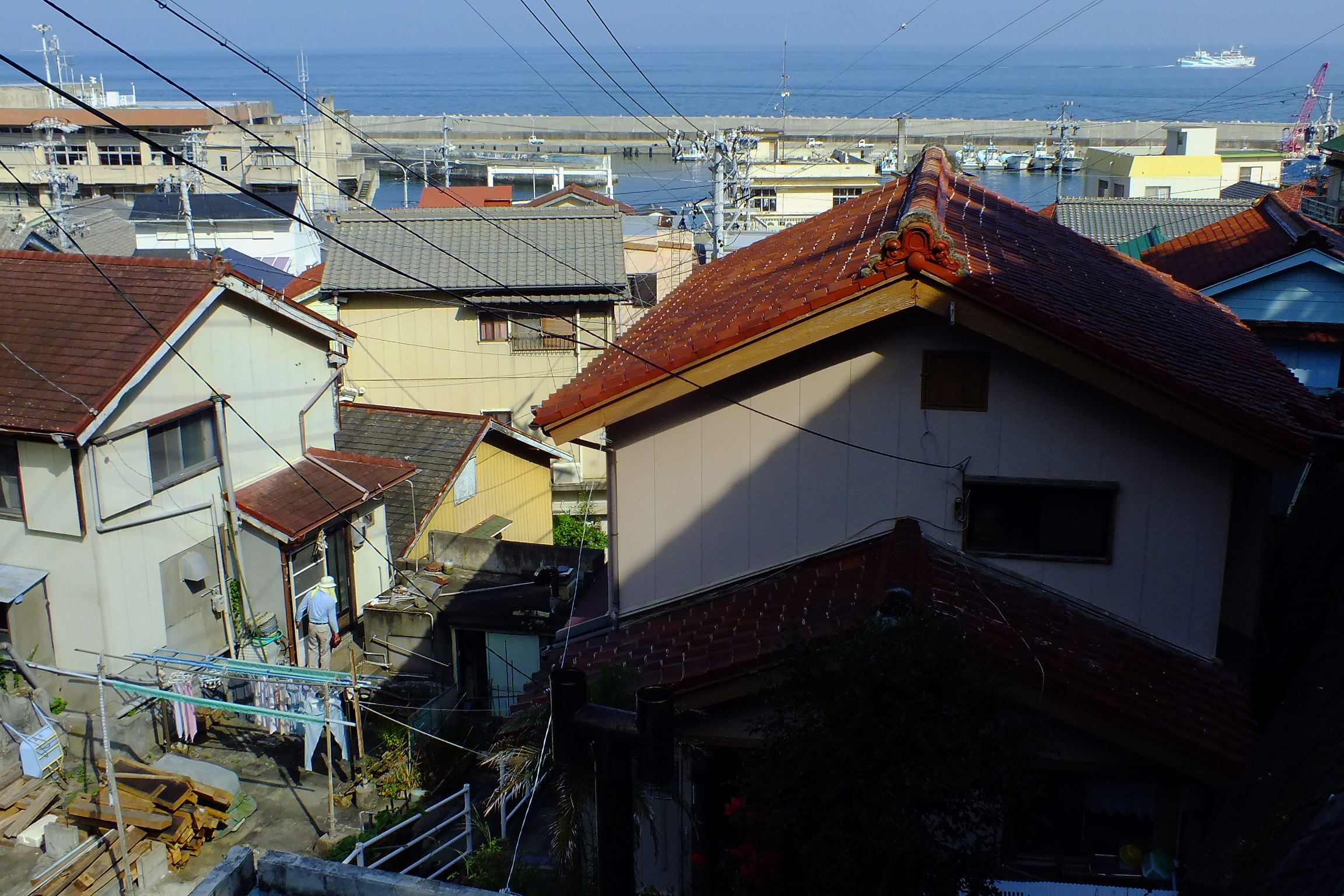
三島が滞在した当時の漁業組合長・寺田邸

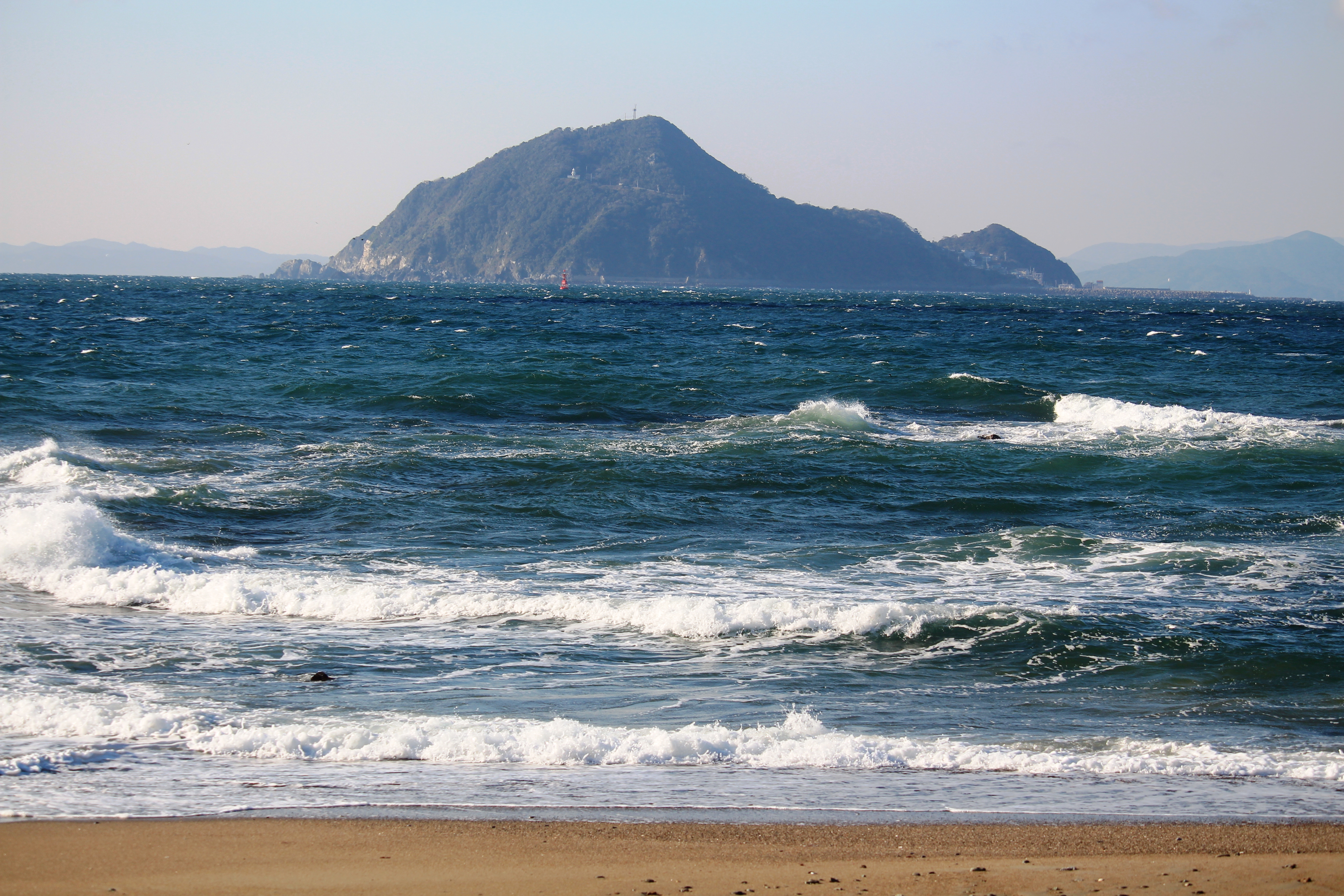
伊良湖岬から望む神島

1951年（昭和26年）12月から1952年（昭和27年）5月にかけ初の世界旅行を経験した三島由紀夫は（詳細はアポロの杯を参照）、その後〈ギリシア熱〉が最高に達し、『ダフニスとクロエ』のプロットを生かした小説を書くことを考え、古代ギリシアと類縁のある〈日本の素朴な村落共同体の生活感覚や倫理観〉、〈宗教感覚〉や、〈ギリシアの神々のイメージ〉と重なる〈日本の神々〉を背景として描ける場所を求めた。
三島は水産庁に依頼し、〈都会の影響を少しも受けてゐず、風光明媚で、経済的にもやや富裕な漁村〉を探してもらい、金華山沖の某島と三重県の神島（かみしま）を紹介された。そこで三島は万葉集の〈歌枕のゆたかな地方〉で、〈古典文学の名どころ〉に近い神島を選んだ。早速現地に行って確かめた三島は、バーもパチンコ屋もなく〈都会文明から隔絶〉した素朴な島をすぐに気に入り、漁業組合長の寺田宗一の家に滞在し世話になることになった。神島を舞台に選んだ理由を三島は、「日本で唯一パチンコ店がない島だったから」と、大蔵省同期の長岡實にも語ったという。
三島が元にした万葉集に歌われている伊良湖岬には、「潮騒」（万葉仮名では「潮左為」となる）という言葉が出てくる。
「潮騒（しほさゐ）に 伊良虞（いらご）の島辺（しまへ） 漕ぐ舟に 妹（いも）乗るらむか 荒き島廻（しまみ）を」—柿本人麻呂
この歌は、持統天皇が伊勢神宮参拝と舟遊びを兼ねて伊勢に旅した時に、都（飛鳥浄御原宮）に残った柿本人麻呂が、お供をした人々の中の女官の1人を想って詠んだ一首で、「伊良虞」は、伊良湖岬もしくは神島のことである。現代訳は以下の意味になる。
「潮流がざわめく今ごろ、伊良虞の島のあたりを漕ぎ舟に、愛しい人も乗っているのだろうか、あの波の荒い島のまわりを」
1953年（昭和28年）3月と、8月から9月に、三島は取材のため鳥羽港から神島を訪れ、八代神社、神島灯台、観的哨、島民の生活、例祭神事、漁港、歴史、海女や漁船員の仕事や生活、台風などについてつぶさに観察してノートを取った。

### 主題
三島は神島滞在中に川端康成への手紙の中で、『禁色』のような〈デカダン小説〉とは〈正反対の健康な書き下ろし小説〉を書くために調査に来ていると伝えている。三島は『禁色』の次の長編物の構想として次のようなノートを残している。既成道徳と対決した『禁色』に比し、『潮騒』は〈既成道徳の帰依者たち〉の〈幸福な物語〉だとする未発表のメモ草稿もある。
また、『潮騒』の翌年に発表した随筆『小説家の休暇』の中では、滅んだギリシアに孤独な哀歌を捧げたヘルデルリーンの『ヒューペリオン』（三島の愛読書）に触れつつ、古代の〈多神教的自然の擬人化〉〈プシュケ〉と、科学により自然を征服しその驚異を概ね克服した近代社会における〈人間と自然との対立〉観について語り、『潮騒』で描こうとした自然を、〈ギリシア的自然、ヒューペリオン的孤独を招来せぬところの確乎たる協同体意識に裏附けられた唯心論的自然〉だったとしている。
三島はヘルダーリンに共鳴しつつも、彼がギリシアに捧げた哀歌の孤独でなく、ギリシアと似た多神教的な共同体意識を現代の中から再発見しようという意図の元で、綿津海の神のご加護を信じて〈豊饒な自然〉と一体化して生きている青年を造型し主人公とした。
若者は彼をとりまくこの豊饒な自然と、彼自身との無上の調和を感じた。彼の深く吸ふ息は、自然をつくりなす目に見えぬものの一部が、若者の体の深みにまで滲み入るやうに思はれ、彼の聴く潮騒は、海の巨きな潮の流れが、彼の体内の若々しい血潮の流れと調べを合はせてゐるやうに思はれた。—三島由紀夫「潮騒」第六章

## あらすじ

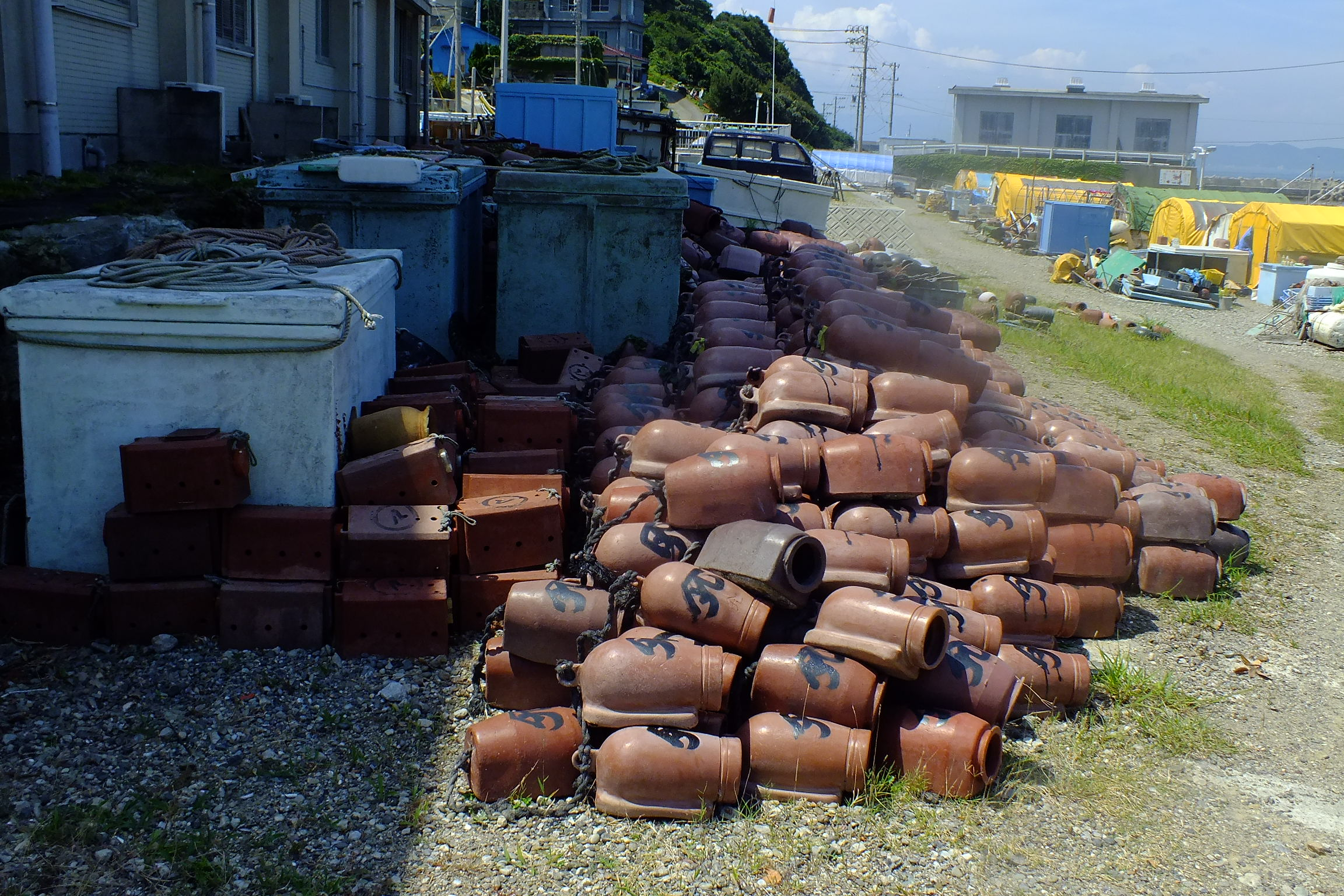
蛸壺（漁村の風景）

伊勢湾に浮かぶ歌島で漁師をしている久保新治は、貧しい家に母と弟と暮らす18歳の若者であった。ある日、新治は浜で見覚えのない少女を見かけ、なんとなく心惹かれる。少女は砂浜に座り、じっと西の海の空を見つめていた。
少女・初江は、村の有力者で金持ちの家・宮田照吉の娘であった。初江は養女に出されていたが、照吉の跡取りの1人息子（初江の兄）が死んだため島に呼び戻されたのであった。それまで恋愛を知らない新治は、初江の名前をきくだけで頬がほてり鼓動が激しくなる自分の感情がよく分からなかった。
しかし監的哨跡（原文は「観的哨」：旧陸軍が伊良湖岬から撃つ大砲の試射弾の弾着観測をしたコンクリート製の施設跡）で偶然、鉢合わせしたり、新治が浜で落とした給料袋を初江が拾ったり、灯台長の家でも顔を合わせた2人は、お互い相手に惹かれている自分の気持に気づくようになる。

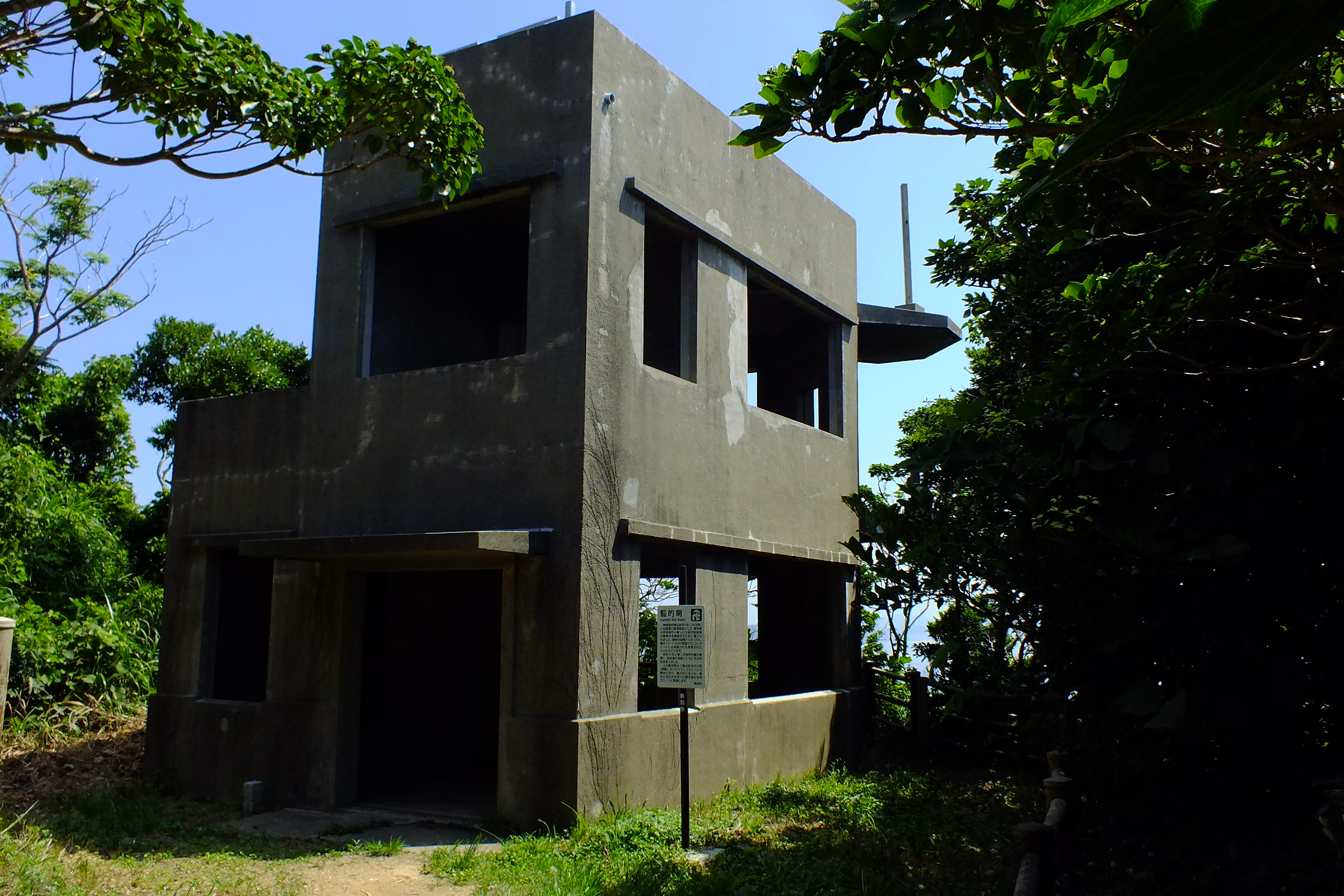
監的哨跡。この内部で新治と初江が愛を確認し合う。

雨の降る休漁日に監的哨で初江と待ち合わせの約束をした新治は、嵐の当日、先に到着し初江を待っていたが、焚き火に暖められるうちにウトウトと眠ってしまった。ふと目が覚めて気が付くと、初江が肌着を脱いで乾かしているのが見えた。裸を見られた初江は、羞恥心から新治にも裸になるように言う。
裸になった新治に向かって、さらに初江は、「その火を飛び越して来い。その火を飛び越してきたら」と言った。火を飛び越した新治と初江は裸のまま抱き合うが、初江の、「今はいかん。私、あんたの嫁さんになることに決めたもの」という誓いと、新治の道徳に対する敬虔さから2人は衝動を抑えた。

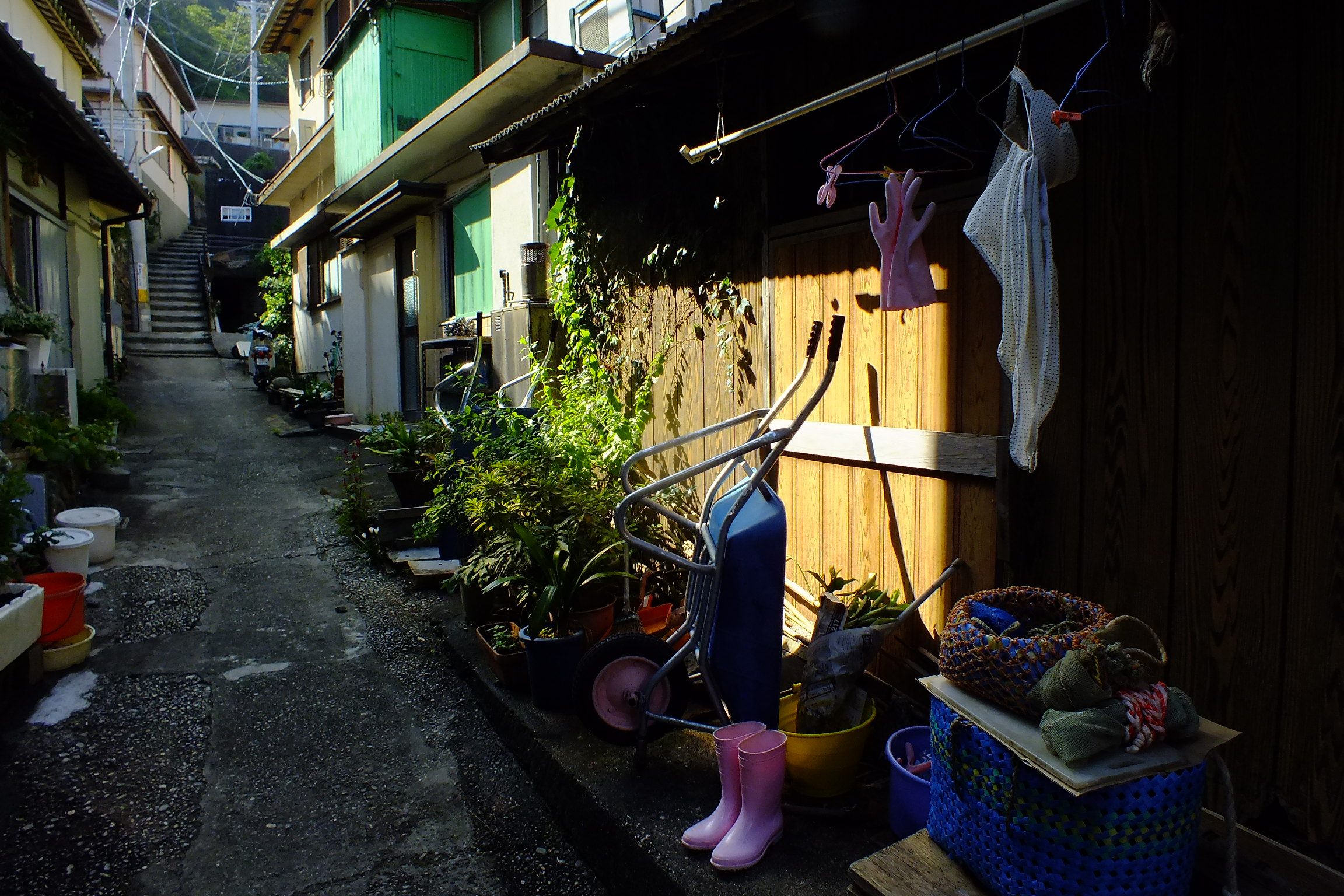
神島の民家と路地。その島の形状から坂道が多く狭い路地が錯綜する。左手奥の階段の右側に見えるのが小説にも登場する洗濯場。

灯台長の娘で大学の春休みで帰省していた千代子は、ちょうど新治と初江が一緒に帰る姿を見てしまう。新治に気があった千代子は初江に嫉妬し、川本安夫に告げ口をした。
有力者の息子・川本安夫は、自分が初江の入婿になるのだと吹聴していたから面目がつぶれた。安夫は夜中、水汲みに出た初江を襲おうとするが、蜂に撃退されてしまった。
やがて新治と初江の噂は照吉の耳にも入り、照吉は娘と新治が会うことを禁じた。気落ちする2人にとって秘密裏に交換する手紙だけが唯一の絆だった。健気な2人に新治の親方・十吉が加勢し、仲間の龍二が郵便屋をしてくれた。年配の海女たちも初江のまだ蕾のような乳房を見て、初江が処女だと見抜き2人の悪い噂が嘘だと解する。

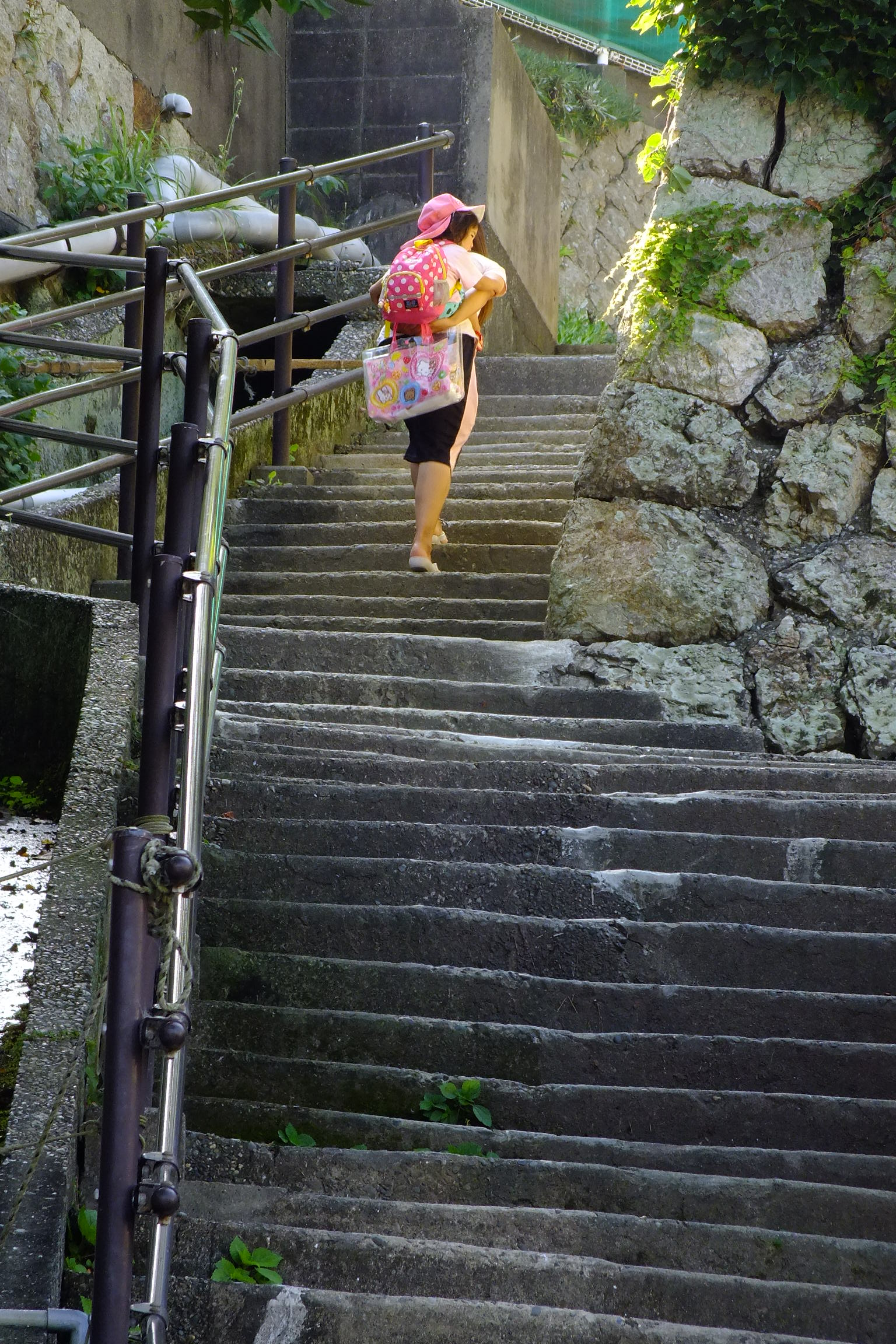
八代神社へと至る階段。

そんな折、機帆船歌島丸の船長が、船員修業の炊（甲板見習）ために船に乗組まないかと新治を誘った。歌島丸は照吉の持ち船の貨物船で、安夫も同船するらしかった。照吉は安夫に、初江との婚約の条件としてこの修業を申し渡したのだという。新治の心には、不安と悲しみと、それから一縷の希望が湧いた。
船が沖縄の那覇港から運天港に入ったとき台風に襲われた。船をつなぎ止めていたワイヤーが切れ、命綱を浮標（ブイ）につなぐしか手はなくなった。誰もが尻込みする中、新治が志願して荒海に飛び込んだ。力の限り泳いだ若者・新治の活躍で歌島丸は救われた。
初江と新治の悪い噂を流した千代子の、東京からの贖罪の手紙を読んだ灯台長夫人や、義侠心にかられた海女たちが、新治と初江の仲をとりもってやろうと、照吉の家に直談判にやって来た。女たちがやきもきする中、照吉は、新治と安夫を試すために自分が船に乗り込ませたのだと言った。照吉はすでに新治を婿にすると決めたところだった。新治と初江の願いは成就し、2人は灯台で美しい夜の光を眺める。

## 登場人物

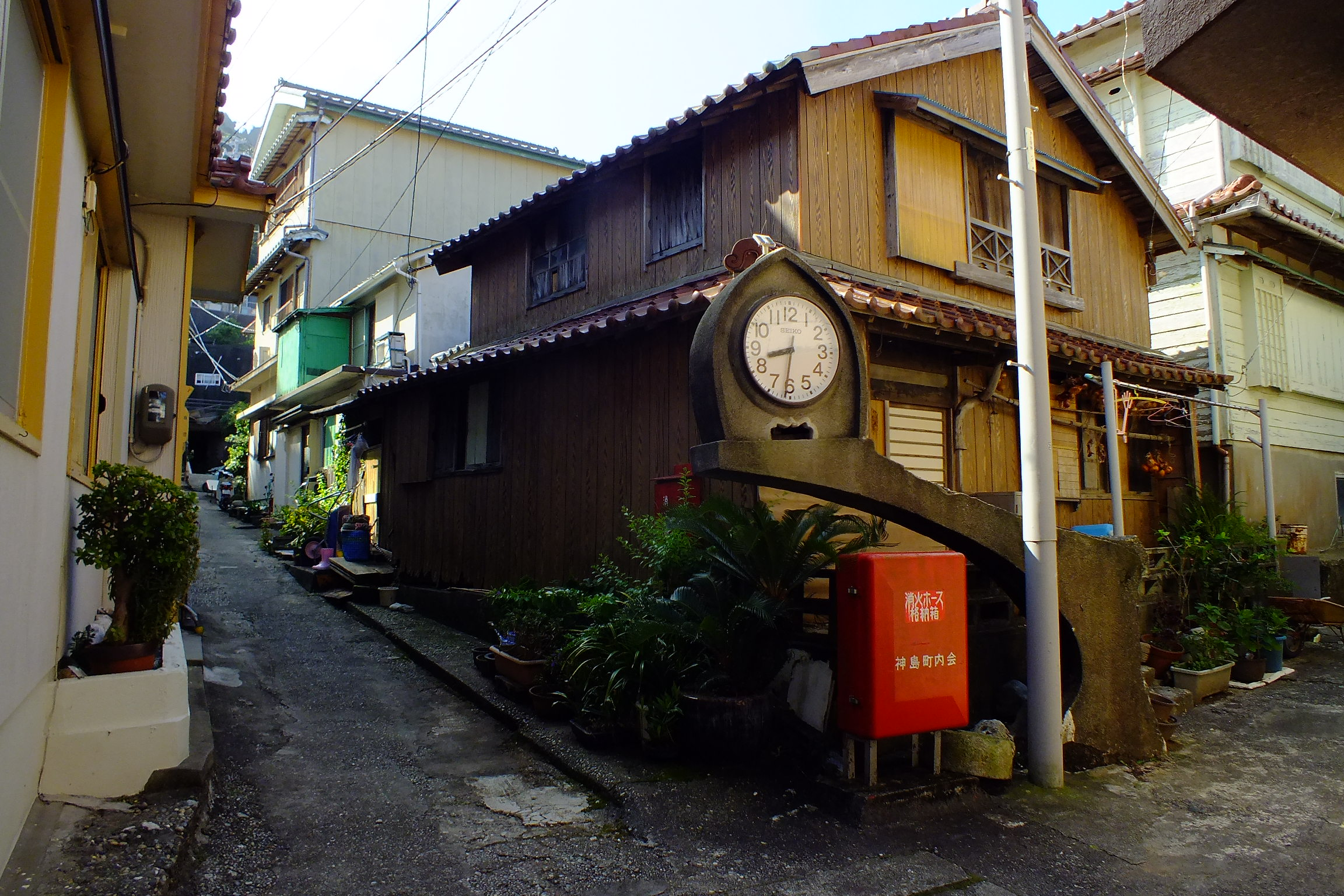
時計台

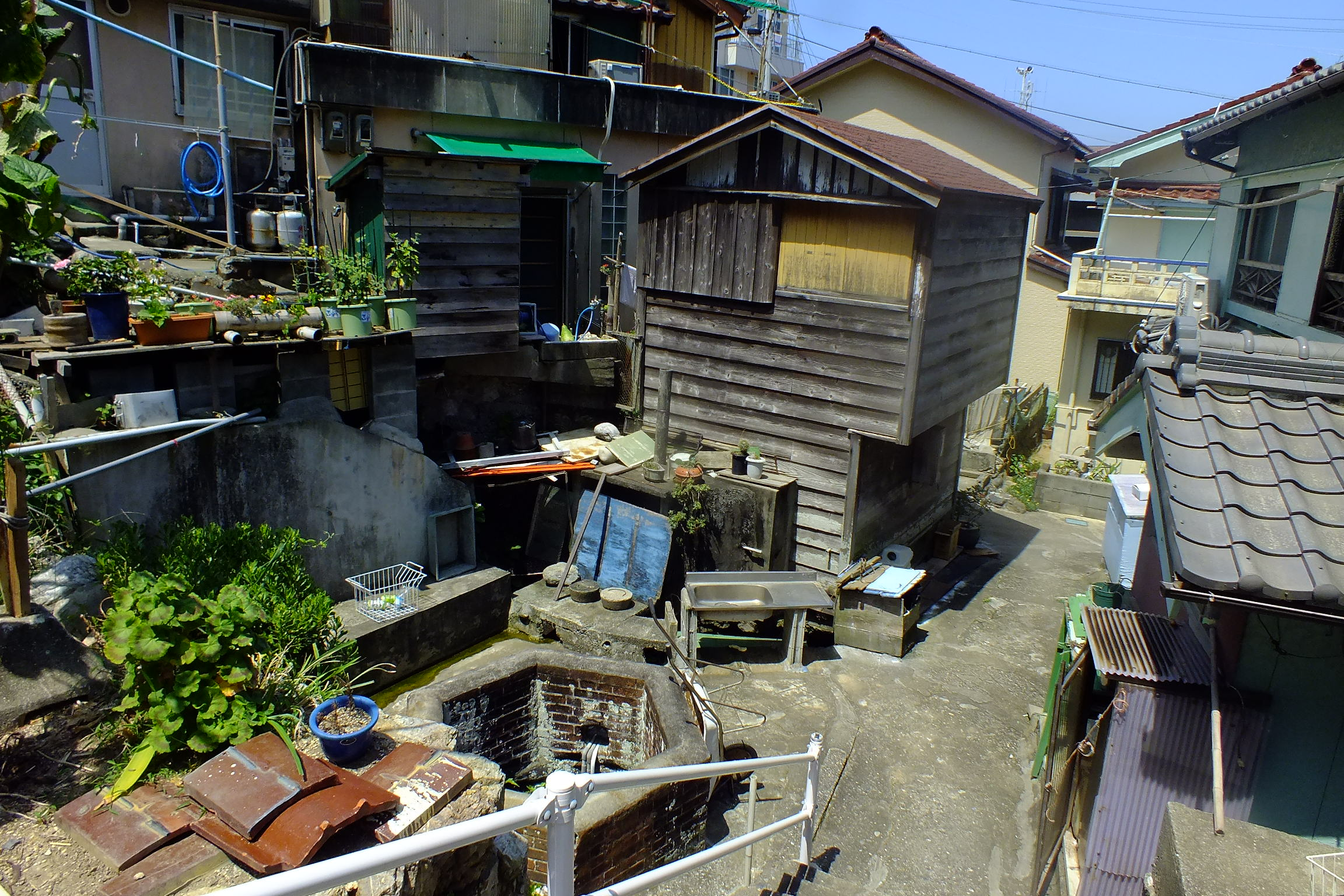
複雑に路地が入り組み随所に共同の井戸や洗濯場が見られる。

久保新治
18歳の漁師。背丈が高く、体つきも立派だが、顔立ちはその年齢の稚なさがある。よく日焼けし、形のよい鼻と黒目がちな目。笑うと白い鮮やかな歯列が見える。一昨年に新制中学校を卒業したばかり。学校の成績は悪かったが、歌島を5周できるほど泳ぎが得意。無口な青年で青年会ではいつも子供っぽい笑顔で人の意見を傾聴している。母と弟の三人暮し。父は戦争の最後の年、組合の舟に乗っている時にB24の機銃掃射を受けて死んだ（この際、島に伝わる航海上の禁忌を犯したとされている）。
宮田初江
海女。健康な肌いろで、目もとが涼しく眉は静か。鄙びた顔立ちで睫の長い美しい少女。無口で愛嬌がないかと思うと急に娘らしく笑い出し、ぼうっとしているようでいて、よく気がつく娘。宮田照吉の末娘で、志摩に養女に出されていたが、兄が死んだために実家に呼び戻された。
久保とみ
新治の母。海女。夫が死んで以来、新治が漁師になるまで女手一つで一家を支えた。愚痴も言わず、人の噂もしたがらない女。迷信を信じない陽気な性格。
久保宏
新治の弟。12歳。春休みに京阪地方に5泊6日で修学旅行に行く。そこで西部劇の映画を見てから、遊び仲間うちで西部劇のインディアンごっこがはやる。
宮田照吉
初江の父。島の金持で、運送会社の用船の機帆船・歌島丸と春風丸の船主。獅子の鬣のような白髪をふるい立たせている。赤銅色の四肢で、老いても巌のような堂々とした体で、歌島の労働と意志と野心と力の権化のような人物。村の公職には決してつかないが、漁撈や村の歴史と伝統についての高い自負がある。頑なで喧嘩っ早い。1人息子と4人の娘がいたが、跡取り息子・松を亡くしたため、養女に出していた未婚の末娘の初江を呼び戻し、入婿を迎えようとする。
灯台長
30年も灯台生活をしている。頑固な風貌。いたずらな悪童をすばらしい大声で怒鳴り、子供たちから怖れられていたが、心根のやさしい人物。新制中学を卒業しそこなった新治を、とみの依頼で灯台長が昵懇の校長に頼んで卒業させてくれた。その恩義があるため、新治はたびたび灯台に魚を届けている。
灯台長の妻
村の有志の少女に行儀作法を教える会を開いている。むかし田舎の女学校の先生をしていた。読書好きで百科全書的な知識を持ち、能弁。
千代子
灯台長夫婦の娘。19歳。東京の女子大へ行っていて春休みに寄宿舎から帰省して来る。ヴィクトリア朝の群小詩人の名前まで諳んじることが出来る。人間ぎらい。燻んでいるが目鼻の描線がぞんざいで朗らかな顔立ち。世の常の顔立ちなのに自分は美しくないと思い込み、いつも陰気な表情をしている。新治のことが好きで東京にいても気にかけていた。醜いと思っていた自分の顔を、お世辞の言えない新治から、「美しいがな」と言われて幸福になり、新治の幸福を願うようになる。
川本安夫
青年会の支部長。19歳。村の名門の次男で、人を引きずってゆく力を持っている。よく肥って、酒呑みの父親譲りの赤ら顔。憎気はないが、薄い眉が小狡そうで、標準語を巧みに喋る。千代子から新治と初江の仲を聞き邪推し、初江を襲おうとするが失敗し、2人の悪い噂をばら撒く。都会の三文雑誌を読み、自慢の夜光腕時計をしている自分は女にもてる資格があると思っているが、その時計が元で蜂に刺される。
大山十吉
新治が漁をする舟・太平丸の親方。老練な漁撈長。海風によく鞣された革のような顔で、深い皺の中まで日に焼け光沢を放っている。いつも平静。
龍二
17歳。新治と一緒に太平丸で漁師をしている。宮田家の台所前の水瓶をポスト代わりにした初江と新治の手紙の郵便屋の役目を引き受ける。
宗やん
宏の友だち。インディアンごっこで酋長役をやり、新治と初江の悪い噂を宏に言う。
勝やん
宏の友だち。宗やんと宏の喧嘩を仲裁する。
おはる婆
老婆の海女。皺だらけの乳房を、「おらのは古漬だ」と自慢する。
行商人・近江屋
季節ごとに島へ渡って来て、浜にいる海女たちに衣類やバッグなどの品物を売りに来る行商人。品は夜に家に届け金を受け取る。痩せた老人。むかしはどこかの小学校の校長だったが、女で失敗して行商人となった。
歌島丸の船長
照吉の持ち船の船長。40歳前半で子供が3人いる。大兵で力自慢であるが、人間は大人しい。熱心な法華宗の信者。いろんな港に女がいて、各港で女の家に若い者を引き連れていく。頭は半ば禿げているので、いつも制帽をかぶっている。
八代神社の神官
婚約できたお礼の参拝に来た新治と初江から、お供物の鯛を受け取り、2人を祝福する。

## 作品評価・研究
※三島由紀夫自身の発言や著作からの引用部は〈　〉にしています（解説文献の研究者の発言などの引用部との区別のため）。
『潮騒』は、『仮面の告白』『金閣寺』など三島の他の純文学系統とは色合いが異なり、話にも、難解・狷介な要素がなく、近代小説としては珍しく素直に青春の恋愛物語を描いた牧歌的な作品である。また、幅広い人気を博し、異例とも言える5回もの映画化もなされ、三島作品のなかで最も多くの「文学全集」に採られている作品でもある。日本テレビでアニメ化もされ、2013年（平成25年）には、テレビドラマ『あまちゃん』内に登場する架空の映画「潮騒のメモリー」に、『潮騒』をパロディ化した内容が含まれるなど、スタンダードな作品として定着している。
しかし、成功した代表作でありながらも、当時の文壇的な評価には賛否が分かれる所もあった。『週刊朝日』は「現実離れした小説」だとし、「牧歌的な恋物語」はいいが「アメリカ映画的な通俗な場面」が感動を呼ばないと批判した。海の視覚的な描写は鮮明で鋭敏だが、海の匂いやどよめきが聞えず、その筋立てや人物造型が類型的で、神話やお伽話、人情講談の類でしかないといった寺田透や、磯貝英夫の評もあり、日本の旧式の道徳や貧しい漁村を賛美しているといった中野重治によるオリエンタリズムに対する批判もあった。そういった批判があったことについて三島は、〈この小説の採用してゐる、古代風の共同体倫理は、書かれた当時、進歩派の攻撃を受けたものであるが、日本人はどんなに変つても、その底に、かうした倫理感を隠してゐることは、その後だんだんに証明されてゐる〉と記している。
その一方、批判的批評に対し中村真一郎は、『潮騒』を近代的な意味での小説ではなく、「物語」だとした上で、「三島氏は近代的な小説家であると同時に、この作品によって最も痛烈な近代小説の解毒剤の製造家となった」とし、個性や自我を描くことに偏重していた近代小説への布石として『潮騒』が果たした意味を積極的に評価し、松本鶴雄も、「ポピュラリティに淫しながらも、その彼方に何が存在するかを意識的に実験した小説」だとしている。また、清水文雄は、『花ざかりの森』から見られていた三島の「海」への憧れが、「ここに一編の記念すべき作品を結実させた」と評している。
マルグリット・ユルスナールは、三島の「黒い傑作」が『仮面の告白』、「赤い傑作」が『金閣寺』とすれば、『潮騒』は「透明な傑作」だとし、それは「一般に作家がその生涯に一度しか書けないような、あの幸福な書物の一つ」であり、その華やかな大成功のために、「気むずかしい読者」には胡散臭く映ってしまうような作品の一つでもあると、以下のように高評価している。

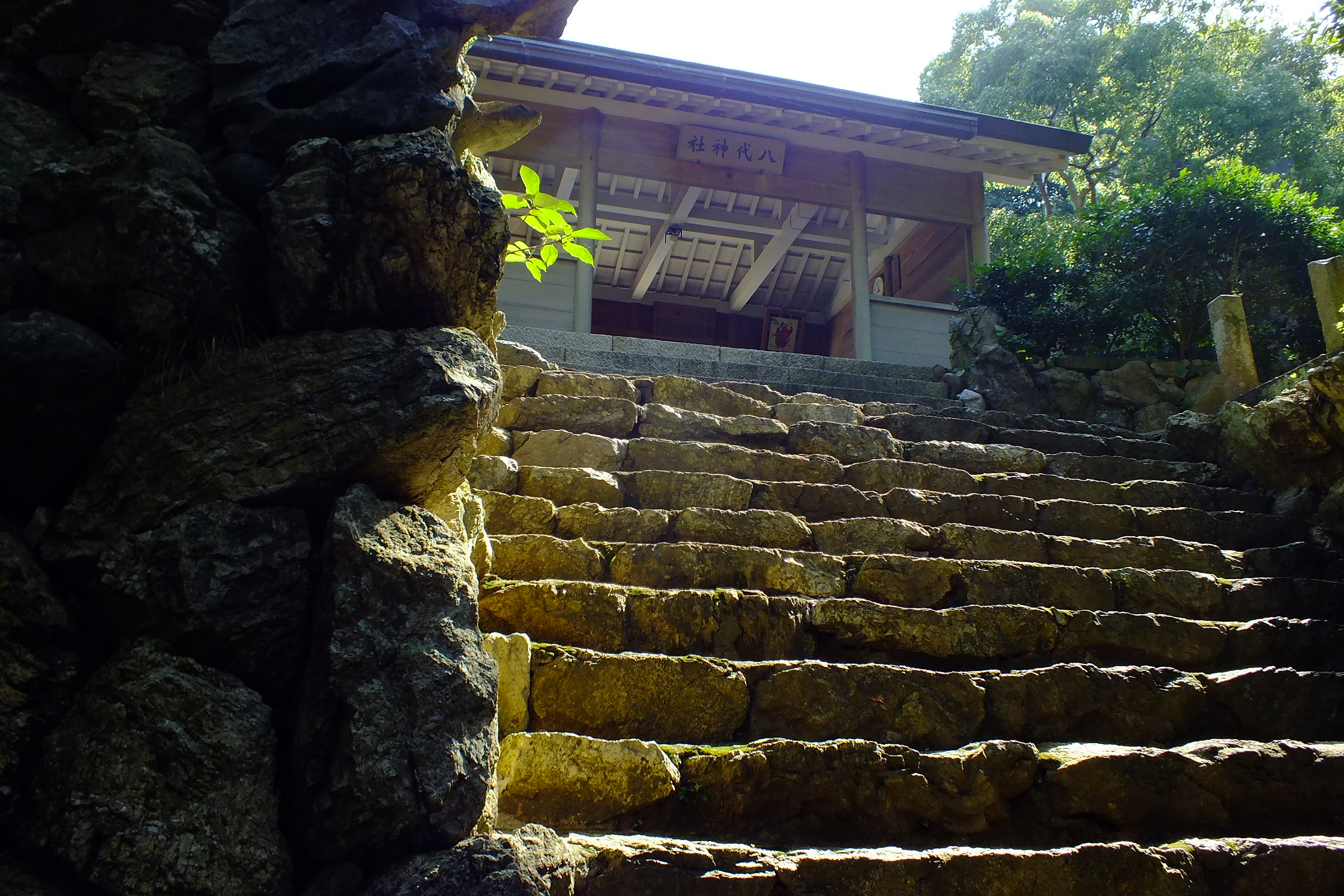
八代神社。三島はこの神社がたいそう気に入り、滞在中は日参を日課とした。

またユルスナールは、有名な焚火のシーンを、男女混浴が根づいている日本では突飛なシーンではなく、その戯れは神道の火の儀式に近いとしている。また、荒海と闘う新治をレアンドロスより逞しい若者、初江をヘーローよりも慎ましい娘だとし、「動物の世界の一対がそうであるように、最後には詩人のために、二つの存在に分裂した一種の両性具有のイメージを実現しているかのようだ」と解説している。
柴田勝二は、新治と初江を結ばせる「他動的な力」の一つとして新治の信仰している八代神社に祀られた綿津見命に触れ、八代神社が伊勢神宮と深い縁を持ち、両者を媒介している「太陽」への崇敬と、三島が主人公に造形したギリシャ的な要素の共通性を鑑み、「その信仰の実体性が『ギリシャ―神島―伊勢』の連関によって、伊勢神宮に祀られる天照大神に向かう方向性を帯びることが、この作品に密かに込められた企図であった」とし、最終的に新治と初江の結婚を許可する「宮田照吉」の名前も、伊勢神宮の「宮」と天照大神の「照」から取られていると考察している。
そして柴田は、伊勢神宮の神饌のうちでも、最重要視されたのが鮑であることと、鮑が「常世に続く海の霊のシンボル的な存在」であり、鮑の産地に近いことが、神宮が伊勢に定められた理由の一つだとする矢野憲一の研究に触れつつ、特に志摩の海女の取る鮑は、神饌として供されることが特徴的だったことから、優れた技能を持った「海女」である初江が、鮑を取る競争で一番になることに、初江の輪郭がより具体的に「伊勢神宮の神に仕える人間」としての側面がはらんでいることを指摘し、また、別の土地から歌島へ戻って来た初江と、天照大神の憑依を受けた倭姫命に共通する移動性と海産物や海人との深い類縁を考察している。
また、『禁色』の悠一の〈外人ぎらひ〉に見られるように、三島が戦中戦後に持ちつづけていた対米関係の意識や、日本の民族・文化の同一性に対する意識が三島の中に一貫してあることがうかがえるのを柴田は鑑み、『潮騒』で新治が向かった沖縄の運天を、〈戦時中米軍が最初に上陸した地点である。〉と三島が作中で記し、〈打ちひしがれて〉と表現しているところから、「沖縄の民衆の存在がほのめかされている」とし、その場所で新治が船を救う活躍を見せる行動に着目している。
そして、沖縄という「トポス」が三島作品で明確に姿を現わすのは、『椿説弓張月』において主人公が最後に琉球で、君主への忠誠を尽くして天空へ去っていく場面であり、その背後には沖縄に霊的な世界を求めた折口信夫の眼差しの取り込みがあると柴田は推測しつつ、『潮騒』の新治が海の男として成熟する「イニシエーション」にも霊的な側面を想定することも可能だとみている。
佐藤秀明は、「新治」と「初江」という名前について、恋愛という行動に対して2人が未経験であり、そこに「新しく」あるいは「初めて」足を踏み入れる人間であることを物語るとし、羽鳥徹哉は、2人が初めて抱き合うのが廃墟となった観的哨であるという設定から、「敗戦による廃墟の日本から、どのような新生日本を作り上げていくべきであるか」という課題が示唆されているとして、それが「国生み」の寓意となると解説している。

## 三島由紀夫と神島
初めて神島を訪れ滞在した三島は、次のように述べている。

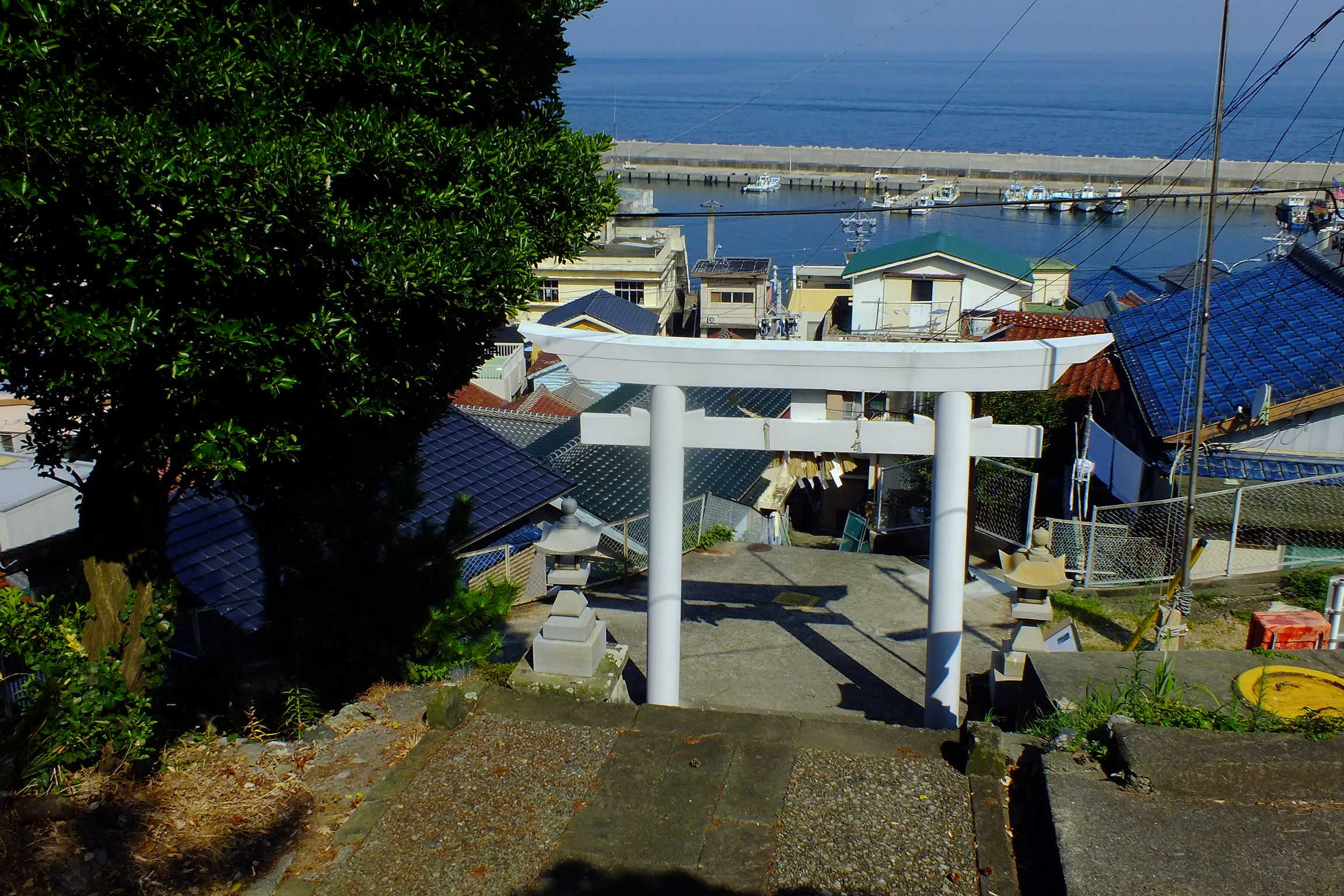
〈神島のもつとも美しい場所の一つ〉と三島が絶賛した八代神社と境内から見る神島港。

真っ黒に日焼けした島民の中では、見慣れない色白の三島の姿は目を引き、「組合長のとこには親戚の病人が療養に来てゐるさうだ」などの噂が立ち始めていた。ある日に三島が組合のあたりを歩いていると、1人の老爺が近づき三島の〈頭の先から爪先まで仔細に観察〉した後、「これ、どこの子やいの」と側にいる人に訊いていた。しかし次第に島民たちと顔なじみになり、島の〈素朴な人情〉に触れる生活を送った。
その後も三島は、〈神島は忘れがたい島である〉と懐かしみ、〈人情は素朴で強情で、なかなかプライドが強くて、都会を軽蔑してゐるところが気に入つた〉と述べつつ、例えば地方へ行き、田舎の人の都会に対する地方的劣等感に会うほどイヤなものはないが、神島にはそういうところがなかったと述懐している。また、〈辺鄙な漁村などにゆくと、たしかにそこには、古代ギリシアに似た生活感情が流れてゐる。そして、顔も都会人より立派で美しい。私はどうも日本人の美しい顔は、農漁村にしかないのではないかといふ気がしてゐる〉と述べている。そして島がいずれ都会と同じように発展してゆくであろうことに一抹の寂しさを思いながら、神島の行く末についても語っている。

## 観光資源としての『潮騒』

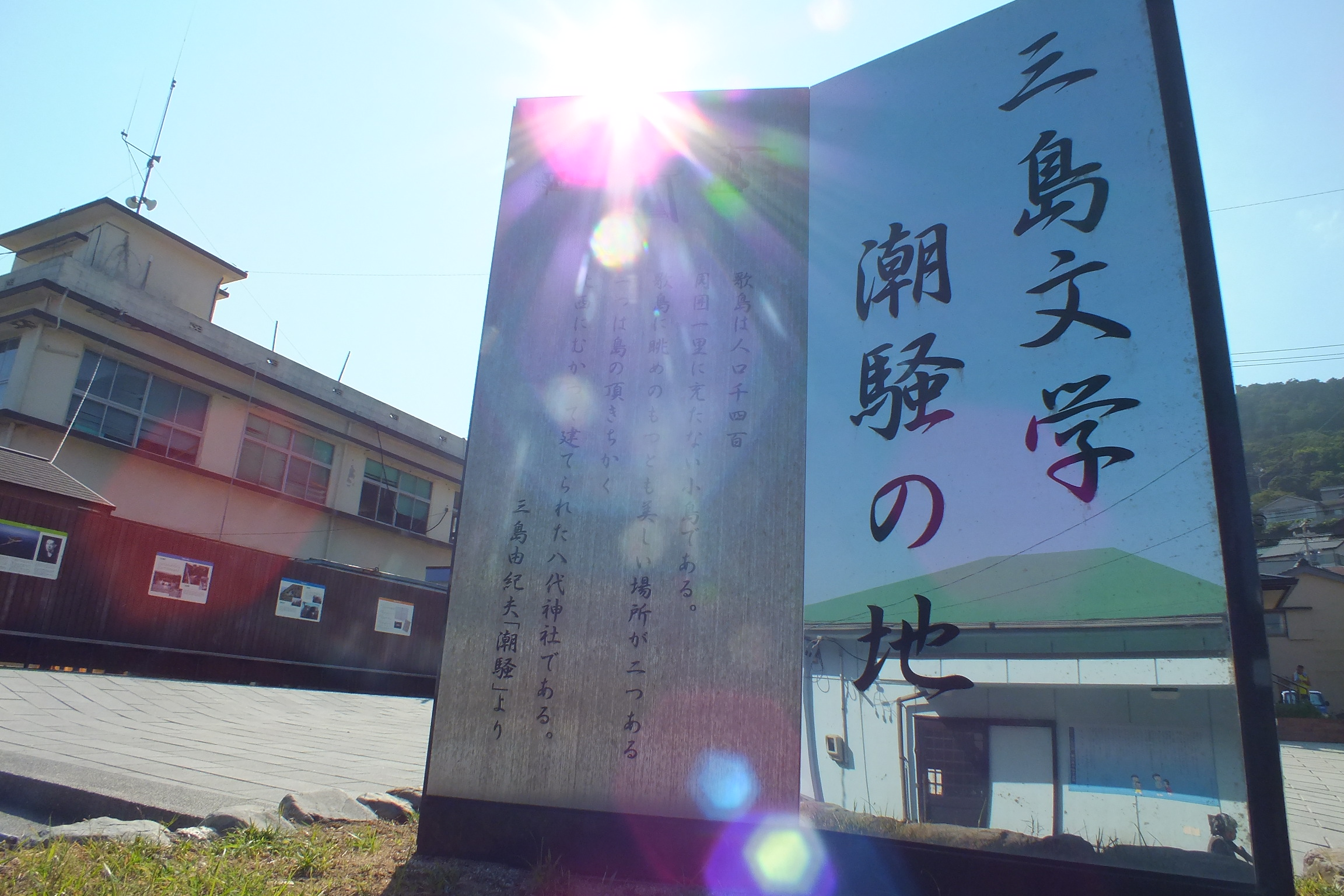
「潮騒」文学碑

三重県および鳥羽市は『潮騒』を観光資源として活用している。神島港を降りてすぐに、「三島文学 潮騒の地」と刻まれた文学碑があり、定期船乗り場近くには、「潮騒公園」もある。新治と初江が焚火を境にして裸身で向い合った場所「監的哨跡」や、2人が手を合わせた「八代神社」は観光コースとなっており、三島が執筆取材中に宿泊した漁師の組合長の寺田宅も人気が高いスポットで、三島が使用した机も残されている。また、豊饒を祈るため八代神社で行われる太陽信仰の祭ともいわれる由緒ある伝統行事の「ゲーター祭」など神島には数多くの年中行事が今に伝えられているが、2001年（平成13年）からは地域の子どもたちの活動から、「かみしま潮騒太鼓」と名付けられた太鼓演奏の行事も生まれている。

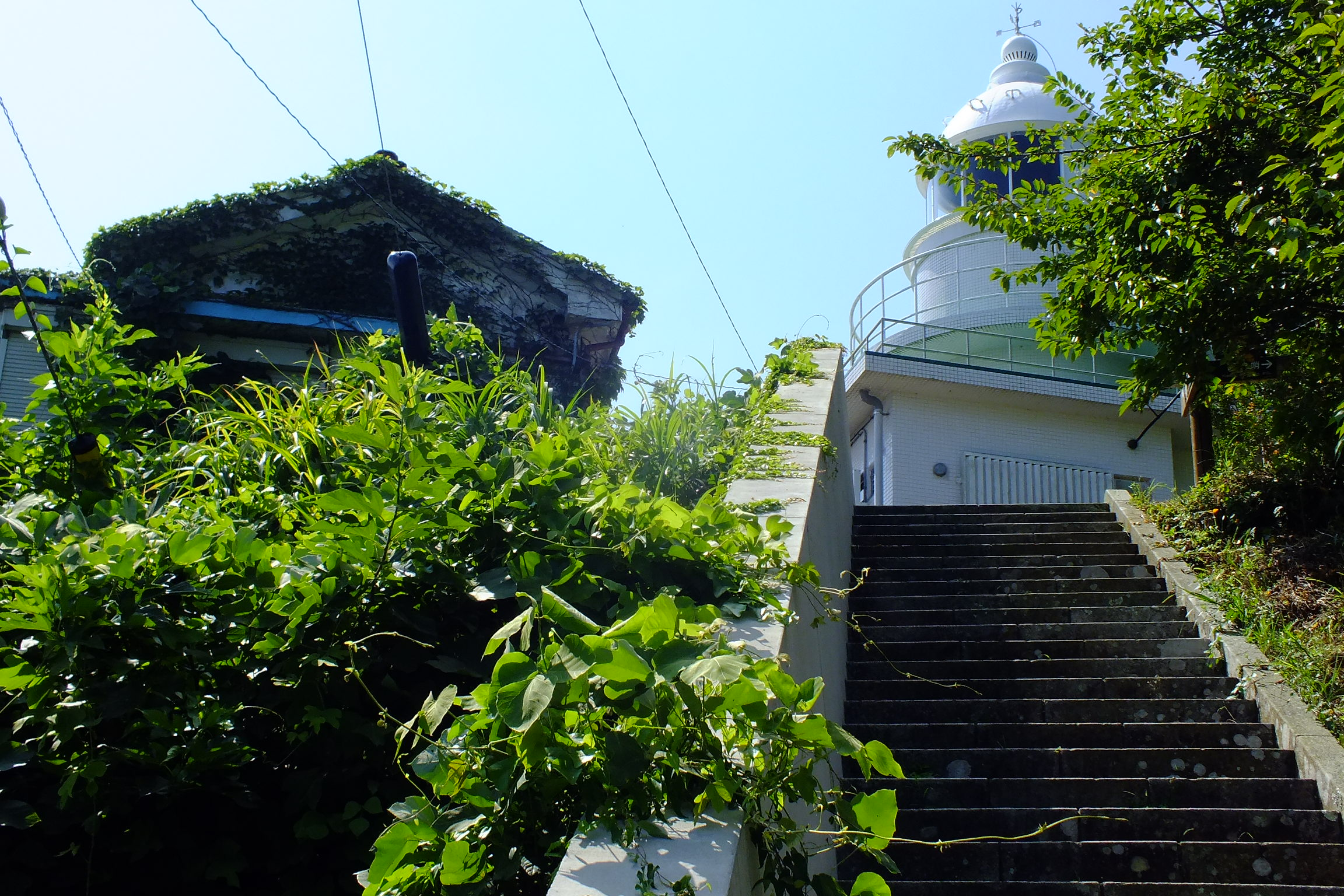
神島灯台。灯台からの展望は、作中で〈眺めのもつとも美しい場所が二つある〉とされた内の一つ。

2006年（平成18年）に神島は、愛を誓いプロポーズをするのに相応しい観光スポットとして、「恋人の聖地」の30か所の1つに選ばれ、神島灯台そばの広場に記念プレートが設置されている。また、「監的哨跡」は耐震補強を施され、文学碑や公園も整備され、2013年（平成25年）6月2日に完成記念式典が行われた。それを記念し、映画で初江を演じた吉永小百合が神島を訪れ、49年ぶりに漁民たちと対面することとなった。なお、撮影当時20歳だった組合長の息子・寺田信吉は、新治役の浜田光夫の代わりに時化の海へ飛び込むシーンにスタントマンとして出演していた。

## 映画化

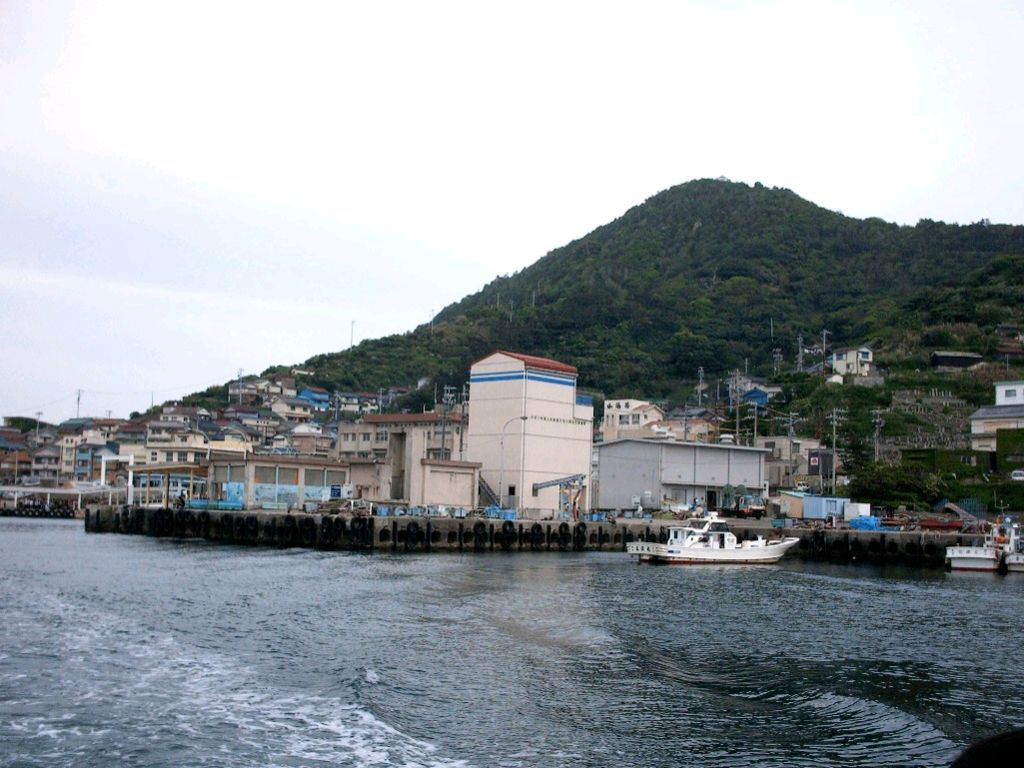
神島港

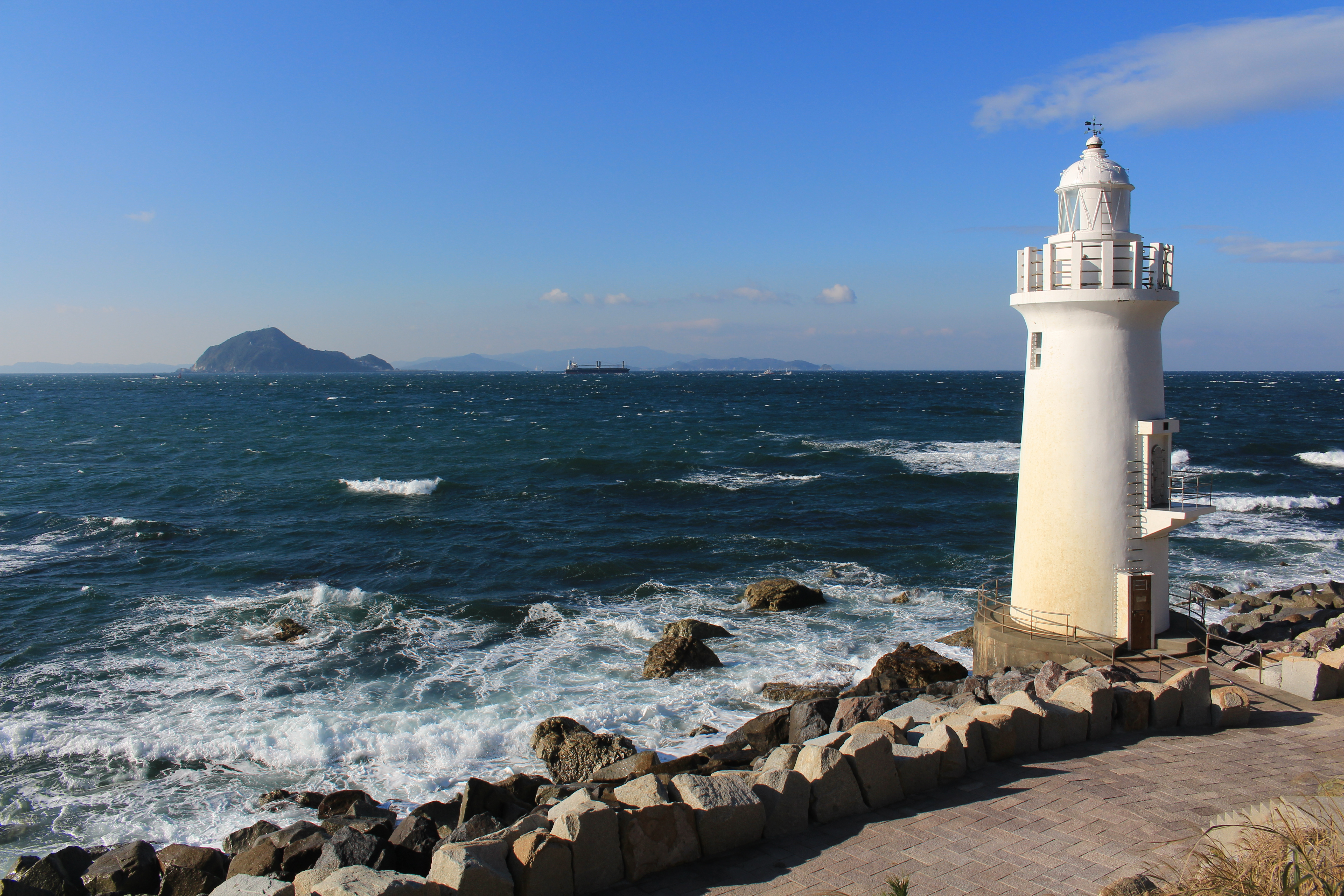
伊良湖岬灯台付近から見る神島。

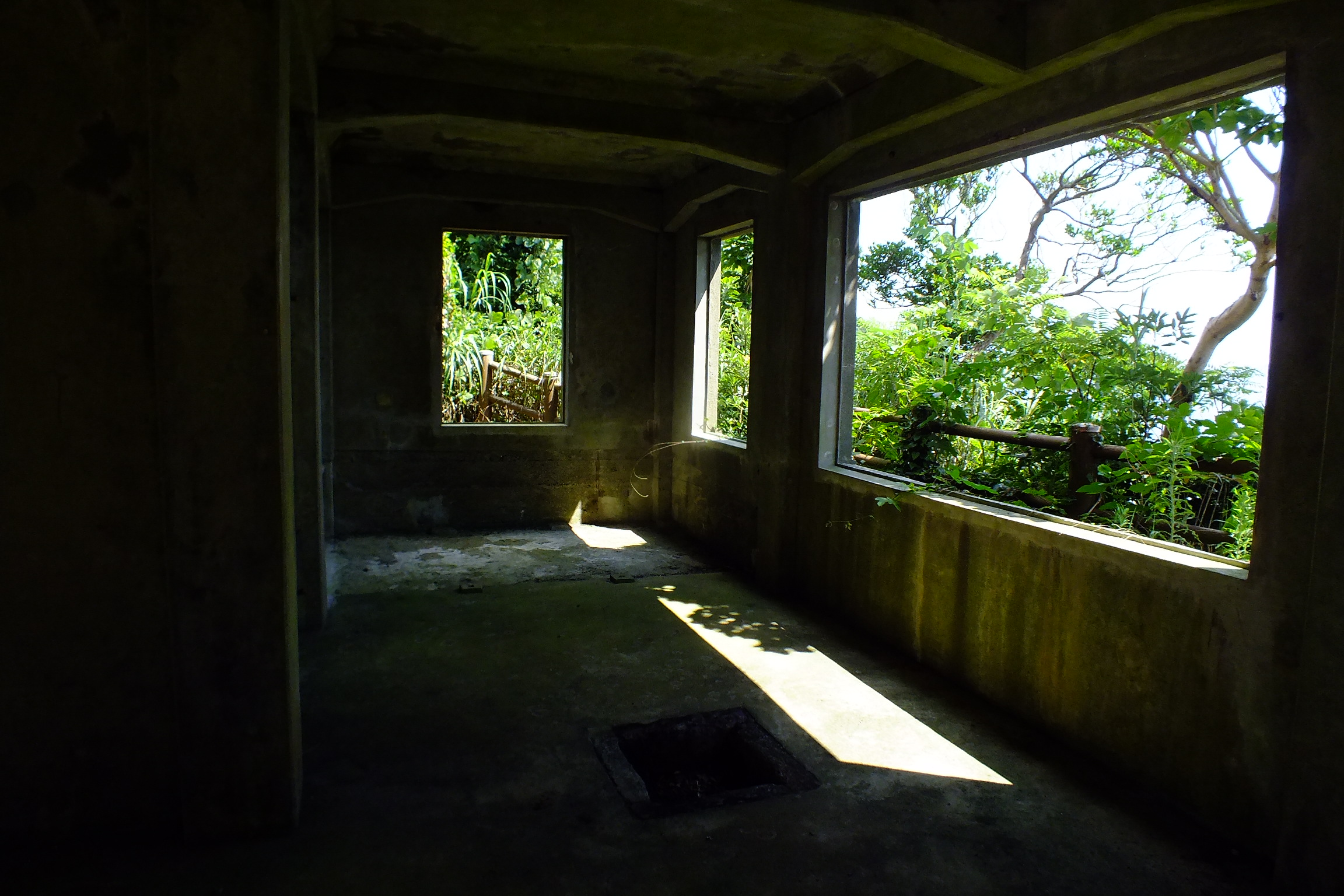
監的哨跡内部。新治と初江が愛を確認し合った1階。映画のロケにも使われた。

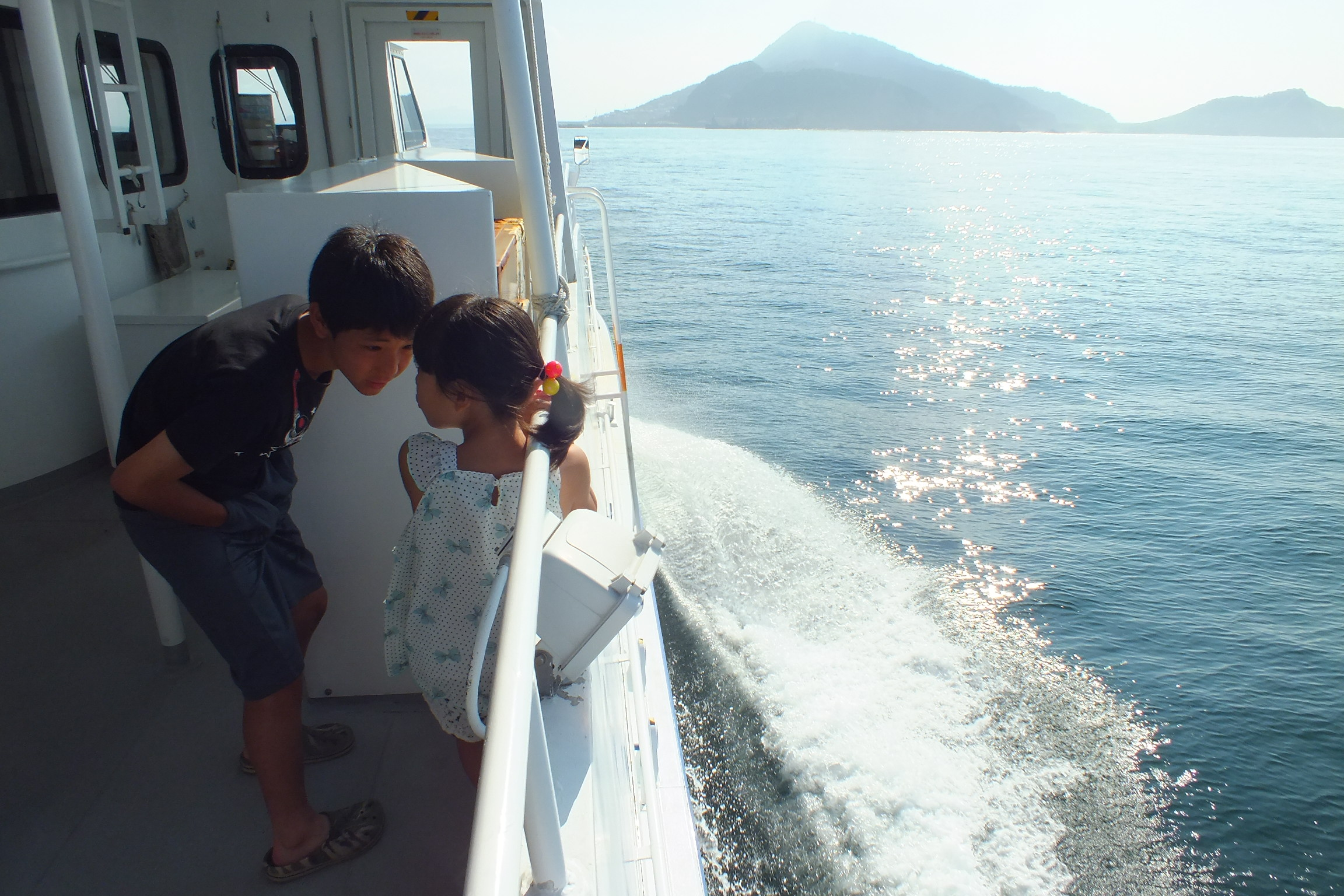
神島と本州を結ぶ唯一の定期船鳥羽市営定期船上から見る神島

これまで5度映画化された（2020年6月現在）。第1作目は三島も映画ロケを見物している。

### 第1作
- 1954年（昭和29年）10月20日封切。
- 監督：谷口千吉。脚本：中村真一郎。主演：久保明、青山京子

### 第2作
- 1964年（昭和39年）4月29日封切。
- 監督：森永健次郎。主演：吉永小百合、浜田光夫

### 第3作
- 1971年（昭和46年）9月24日封切。
- 監督：森谷司郎。主演：朝比奈逸人、小野里みどり[43]

### 第4作
- 1975年（昭和50年）4月26日封切。
- 監督：西河克己。主演：山口百恵、三浦友和

### 第5作
- 1985年（昭和60年）10月10日封切。カラー 1時間41分。
- 制作：ホリ企画。配給：東宝。
- ※ ホリ・プロダクション創立25周年記念作品

スタッフ
- 監督：小谷承靖
- 脚本：剣持亘
- 制作：笹井英男
- 撮影：萩原憲治
- 音楽：羽田健太郎
- 美術：菊川芳江
- 照明：加藤松作

キャスト
- 久保新治：鶴見辰吾
- 宮田初江：堀ちえみ
- 宮田照吉：丹波哲郎
- 久保とみ：初井言榮
- 灯台長：神山繁
- 灯台長の妻：岩崎加根子
- 船長：室田日出男
- 千代子：高橋ひとみ
- 川本安夫：五代高之
- 大山十吉：坂上二郎
- 龍二：岩本宗規
- お春婆：賀原夏子
- 海女1：江崎和代

## テレビドラマ・アニメ化
- 髙島屋バラ劇場『潮騒』（TBSテレビ）
  - 1962年（昭和37年）7月10日 - 31日（全4回） 毎週火曜日 22:50 - 23:20
  - 脚色：生田直親。演出：柴田馨。プロデューサー：石井ふく子
  - 出演：石坂浩二、加賀まりこ、三崎千恵子、藤田安男、小松方正、山崎左度子、北竜二、風見章子、ほか
  - ※ 生放送とフィルムの混合。
- 文芸劇場『潮騒』（NHKテレビ）
  - 1963年（昭和38年）7月5日 金曜日 20:00 - 21:00
  - 脚色：筒井啓介。演出：遠藤利男
  - 出演：佐東朝生（その後、津野哲郎に改名）、加藤澄江、小夜福子、鷲見昭、天野有恒、山崎左度子、山口崇、柳有、山田昌、山田学、ほか
- 青春アニメ『潮騒』（日本テレビ）
  - 1986年（昭和61年）5月2日、9日（全2回） 金曜日 19:00 - 19:30
  - 脚色：中西隆三。演出：植田秀二。音楽：島津秀雄。製作：本橋浩一
  - 声の出演：小山茉美、島田敏、中尾隆聖、稲葉実、小磯勝弥、増岡弘、ほか。語り部：木内みどり
  - 主題歌：ダ・カーポ「青春は舟」「ため息」（作詞：なかにし礼。作曲：坂田晃一。編曲：島津秀雄）
  - ※ 「アニメ文学館」（全15巻）の第8巻としてビデオ（VHS、DVD）発売。
- 朗読紀行 にっぽんの名作『潮騒』（NHKハイビジョン）
  - 2001年（平成13年）2月4日 日曜日 13:00 - 15:50
  - 演出：石橋冠。撮影：山下悟。照明：小林靖直。プロデューサー：川村尚敬。
  - 出演：中井貴一
  - ※ 「月山」（作：森敦）、「桜の森の満開の下」（作：坂口安吾）とあわせて放映したもの。
  - ※ 地上波では、NHK教育テレビ「土曜プレミアム」で3月10日 22:00 - 22:50に放映。

## ラジオドラマ化・朗読
- 連続放送劇『潮騒』（文化放送）
  - 1954年（昭和29年）7月11日 - 9月26日（全12回） 毎週日曜日 19:10 - 19:30
  - 脚色：青江舜二郎。音楽：奥村一。語り手：江見渉
  - 出演：八住利義、南条秋子、石井麗子、鳴海四郎、久保春二、堀越節子、左幸子、中北千枝子、ほか
- 文学サロン『潮騒』（ラジオ東京）
  - 1955年（昭和30年）5月2日 19:20 - 19:30
  - 朗読：東山千枝子
- 連続ラジオ小説『潮騒』（NHKラジオ第一）
  - 1961年（昭和36年）6月26日 - 7月29日（全29回） 毎週月曜 - 土曜日 8:05 - 8:45
  - 脚色：横光晃。出演：久富惟晴、中野慶子、ほか
  - ※ 番組「おはよう奥さん」の中の連続ラジオ小説コーナーで放送。
- お茶の間名作集『潮騒』（ニッポン放送）
  - 1964年（昭和39年）9月1日 - 30日（全26回） 毎週月曜 - 土曜日 9:40 - 9:50
  - 脚色：宇津木滋。演出：清水邦行。音楽：越部信義。語り手：水島弘
  - 出演：北大路欣也、斎藤昭子、田中明夫、藤野節子、ほか
- 名作をたずねて『潮騒』（NHKラジオ第二）
  - 1976年（昭和51年）4月23日、30日（全2回） 10:45 - 11:00
  - 脚色：川崎洋。担当：学校放送・国語班。出演：広瀬量平

## 舞台化構想
三島には、歌劇『潮騒』の構想もあり、4幕からなる歌劇台本ノートが残されている。
ストーリーは小説とはやや異なり簡略化され、水汲み場で安夫に襲われそうになる初江を、新治が助けて2人が結ばれる展開となっている。そして、照爺と新治の母の抗争に悲観した初江が投身し、新治が救いにゆき、恋の勝利となる。フィナーレは漁夫ら大ぜいの、神をたたえる舟出の大合唱となる。
登場人物
新治（テノール）、初江（ソプラノ）、安夫（テノール）、千代子（ソプラノ）、新治の母（アルト）、照爺（バス）、小間物屋（バリトン）、子供たち、海女たち、漁夫たち
- 第1幕 - 浜（夕日）
- 第2幕 - 監視哨（嵐）
- 第3幕 - アマ競争（昼）
- 第4幕 - 神社（夜明け）

## おもな刊行本

### 単行本
- 『潮騒』（新潮社、1954年6月10日）NCID BN10924409
  - クロス装。黄色帯。240頁。帯（裏）に吉田健一「『潮騒』について」。
  - 本扉に、書名を囲むように「Die Erzählung von einem Sonntagskind」とドイツ語表記あり。
- 『潮騒』（新潮社・新潮青春文学叢書、1955年1月31日）
  - カバー装幀：山田申吾。布装。あとがき：福田恆存
- 文庫版『潮騒』（新潮文庫、1955年12月25日。改版1967年、1985年、2005年10月、新版2020年11月）
  - カバー装幀：中島清之。白色帯。解説：中村真一郎
  - ※ 改版1985年より、解説は中村真一郎から、佐伯彰一：「『潮騒』について」「三島由紀夫 人と文学」に変更、年譜も追加。新版2020年より、解説：重松清が追加。
カバーに映画のスチール使用。帯（表）に「映画化決定 全国東宝系10月10日公開」とある。のちカバー装幀：沢田哲郎に変更
  - ※ 1968年に新潮文庫名作セット内の一冊、学校図書館用セットの一冊として、クロス装でも発売。
- 大活字本『潮騒 上』（埼玉福祉会、1982年9月30日） 限定500部
  - 第1章 - 第10章。紙装。A5横変型判。
- 大活字本『潮騒 下』（埼玉福祉会、1982年9月30日） 限定500部
  - 第11章 - 第16章。紙装。A5横変型判。解説：佐伯彰一。年譜。
- 新装版『潮騒』（新潮社、1990年9月10日）
  - 装幀：菊地信義。 紙装。筒函。函（裏）にマルグリット・ユルスナール、沢木耕太郎による作品評。
- 英文版『The Sound of theWaves』（訳：メレディス・ウェザビー）（Knopf、1956年6月。他多数）
- ドイツ語版『Die Brandung』（訳：オスカー・ベンル、ゲルダ・フォン・ウスラー）（Hamburg : Rowohlt, 1962）[45]

### 全集
- 『三島由紀夫全集9巻（小説IX）』（新潮社、1973年6月25日）
  - 装幀：杉山寧。四六判。背革紙継ぎ装。貼函。
  - 月報：北杜夫「初期作品の思い出など」。《評伝・三島由紀夫 2》佐伯彰一「ハワイにおける三島由紀夫」。《同時代評から 2》虫明亜呂無「『潮騒』『沈める滝』をめぐって」
  - 収録作品：「潮騒」「博覧会」「鍵のかかる部屋」「復讐」「詩を書く少年」「志賀寺上人の恋」「水音」「沈める滝」「海と夕焼」「新聞紙」「商ひ人」「山の魂」「牡丹」
  - ※ 同一内容で豪華限定版（装幀：杉山寧。総革装。天金。緑革貼函。段ボール夫婦外函。A5変型版。本文2色刷）が1,000部あり。
- 『決定版 三島由紀夫全集4巻 長編4』（新潮社、2001年3月9日）
  - 装幀：新潮社装幀室。装画：柄澤齊。四六判。貼函。布クロス装。丸背。箔押し2色。
  - 月報： 藤井浩明「私の勲章」。伊藤勝彦「三島由紀夫の死の哲学」。［小説の創り方4］田中美代子「夢の疲れ」
  - 収録作品：「につぽん製」「潮騒」「恋の都」「『潮騒』創作ノート」

## 映像資料
- 『潮騒（アニメ文学館8）』（日本アニメ企画／毎日EVRシステム、1986年）
  - DVD、ビデオテープ（VHS）47分。
  - 制作：日本アニメーション
  - 収録内容：春のめざめ、夏のあらし（脚本：中西隆三。演出：植田秀仁。音楽：島津秀雄。キャラクターデザイン：白梅進）
  - ※「アニメ文学館」全15巻（セット販売）の第8巻目。
- 『潮騒 前編（ビデオ文学館16）』・『潮騒 後編（ビデオ文学館17）』（NHKサービスセンター／講談社、1991年5月20日）
  - ビデオテープ（VHS）。ケース。ブックレット：紅野敏郎「ビデオ文学館解説書」掲載。
  - 制作・発行：NHKソフトウェア
  - 収録内容：潮騒（朗読：石坂浩二。音楽：杉村俊博。挿絵：高田勲）
  - ※「ビデオ文学館」全20巻（セット販売）の第16・17巻目。第4期全5巻セットとして発売。
- 『潮騒（日本文学紀行 名作の風景9）』（VIDEO TWINS、1993年）
  - ビデオテープ（VHS）59分。ケース。ブックレット
  - 製作：ほりはた＋クレヨンハウス
  - 収録内容：潮騒（撮影：永石秀行。音楽：渡辺禎士。挿画：大古瀬和美。演出：太田隆士。プロデューサー：渡辺研一。ナレーター：寺田農）
  - ※「日本文学紀行 名作の風景」全12巻（セット販売）の第9巻目。